# 中心医院站 (徐州市)
中心医院站是徐州地铁2号线的地铁站，位于中华人民共和国江苏省徐州市泉山区解放南路与彭园东路交叉口北侧，于2020年11月28日开通。

## 车站结构
中心医院站沿解放南路南北设置，为地下二层岛式站台车站，车站长237.2米，标准段宽19.7米，车站地下一层为站厅层，地下二层为站台层，站台设置全高站台门。
| 地面              | 出入口 | 1、2、3、4出入口                                                                                                  |
| 地下一层          | 站厅   | 客服中心、自动售票机、验票机                                                                                      |
| 地下二层          | 站台   | \| \| \| █ 2号线往客运北站（师大云龙校区） \| \| 島式 · 開左邊车门 \| \| \| \| \| \| █ 2号线往新城区东（淮塔） \| |
|                   |        | █ 2号线往客运北站（师大云龙校区）                                                                                 |
| 島式 · 開左邊车门 |        | |
|                   |        | █ 2号线往新城区东（淮塔）                                                                                         |

## 车站出口
中心医院站共设4个出入口，各出口及周围设施如下所示：
| 出口编号            | 照片 | 出口指示       | 建议前往的目的地                  |
| ------------------- | ---- | -------------- | --------------------------------- |
| 1 · 出口            |      | 解放路（西侧） | 彭祖园 徐州市中心医院儿童诊疗中心 |
| 2 · 出口 · （设有） |      | 解放路（东侧） | 徐州市中心医院，奎山公园          |
| 3 · 出口            |      | 解放路（东侧） | 建西小区，徐州市中心医院          |
| 4 · 出口            |      | 解放路（西侧） | 徐州市中心医院                    |
| 图例： 设有         |      |                |                                   |

## 接驳交通

### 公交车
- 市四院：11路，11路附，14路夜，19路，20路，35路，39路，51路，61路，62路，64路，65路，118路，118路附，199路，609路，909定制，快线K3路

## 车站历史
本站工程名与正式站名均为中心医院站，以车站邻近的徐州市中心医院命名。
- 2018年8月29日，车站主体结构封顶[2]。
- 2020年11月28日，车站随2号线一期通车开通[1]。